# Peter Hoekstra (football)
Pour les articles homonymes, voir Peter Hoekstra.
Peter Martin Hoekstra, né le 4 avril 1973 à Assen, est un footballeur néerlandais.

## Biographie
Peter Hoekstra commence sa carriere au PSV Eindhoven, il y dispute une centaine de matches avant de signer en début d'année 1996 à l'Ajax Amsterdam, pour remplacer Marc Overmars, sérieusement blessé et notamment forfait pour l'Euro 1996. Le coût du transfert est estimé à 2 millions de £. Mais des blessures récurrentes stoppèrent ses ambitions ajaïstes et il se retrouve prêté à Compostelle en 1999, puis au FC Groningen en 2000.
En août 2001, il est transféré définitivement à Stoke City en First Division, il n'aura joué que 68 rencontres de championnat avec l'Ajax Amsterdam. Son talent est tel qu'il fait des ravages en Angleterre, permettant à son club de se maintenir en inscrivant des buts décisifs, comme en 2002-2003 où il inscrit un doublé contre Watford et offre la victoire contre Preston North End. En 2003-2004, il inscrit quatre buts en  rencontres avec notamment un hat-trick contre Reading. Mais en mai 2004, une accumulation de blessures l'obligent à mettre un terme à sa carrière professionnelle, à 31 ans.

## Palmarès

### En club
- Champion des Pays-Bas en 1992 avec le PSV Eindhoven et en 1996 et en 1998 avec l'Ajax Amsterdam

### EnÉquipe des Pays-Bas
- 5 sélections en 1996
- Participation au Championnat d'Europe des Nations en 1996 (1/4 de finaliste)